# Литаворцы (Дятловский район)
Лита́ворцы (бел. Літаварцы) — деревня в Дворецком сельсовете Дятловского района Гродненской области Белоруссии. По переписи населения 2009 года в Литаворцах проживало 32 человека.

## География
Литаворцы расположены в 9 км к юго-востоку от Дятлово, 158 км от Гродно, 5 км от железнодорожной станции Новоельня.

## История
В 1878 году Литаворцы — деревня в Дворецкой волости Слонимского уезда Гродненской губернии (11 дворов). В 1880 году в Литаворцах проживало 11 человек.
В 1887 году в Литаворцах насчитывалось 19 домов, проживало 128 человек. В 1905 году — 138 жителей.
В 1921—1939 годах Литаворцы находились в составе межвоенной Польской Республики. В сентябре 1939 года Литаворцы вошли в состав БССР.
В 1996 году Литаворцы входили в состав колхоза имени К. Заслонова. В деревне насчитывалось 42 хозяйства, проживало 62 человека.